# Sant Joan Degollaci
Sant Joan Degollací és una església al veïnat de les Costes de Peralada, dins del mas Serijol, vora el vell camí que mena de Peralada a Delfià, al terme municipal de Mollet de Peralada a l'Alt Empordà. És una construcció petita de caràcter popular d'una sola nau i de planta rectangular, que avui dia està mig enrunada, ja que des de la Guerra Civil ha quedat en desús. El nom de l'església fa referència a la decapitació de Sant Joan Baptista. L'edifici forma part de l'Inventari del Patrimoni Arquitectònic de Catalunya.
És una esglesiola del segle xviii d'una nau de planta rectangular. En el frontis hi ha la porta rectangular i un petit òcul; al damunt s'alça un petit campanar de cadireta amb un sol arc.
Sant Joan Degollací de les Costes, dintre del mas Serijol, es troba en ruïnes, abandonada ja abans de la guerra. L'església depenia de la parròquia de Sant Martí de Peralada. Hom creu que l'actual planta s'aixeca damunt les restes de la que fou capella originària. Una pica baptismal romànica així sembla confirmar-ho.